# Tremarctos floridanus
El oso de hocico corto de Florida (Tremarctos floridanus), a veces llamado oso de anteojos de Florida es una especie extinta de oso perteneciente a la familia Ursidae y subfamilia Tremarctinae. T.floridanus fue endémico de Norteamérica. Vivió desde el Plioceno hasta el Pleistoceno existiendo durante 1.8 millones de años.

## Medio ambiente
T. floridanus estaba ampliamente distribuido al sur de la capa de hielo continental. A lo largo de la costa del golfo de Estados Unidos a través de Florida y Tennessee, y desde el sur de los Estados Unidos hasta California y México.
Arctodus fue contemporáneo de este y compartió el hábitat con T. floridanus. El pariente vivo más cercano a T. floridanus es el oso de anteojos (Tremarctos ornatus), de Sudamérica; están clasificados junto a los demás osos de hocico corto en la subfamilia Tremarctinae. Se extinguió al final de la última Edad de Hielo por la combinación del cambio climático y la
caza de los recién arribados paleoamericanos.

## Taxonomía
Originalmente Gidley nombró este animal Arctodus floridanus en 1928. Fue reasignado como Tremarctos floridanus por Kurten (1963), Lundelius (1972) y por Kurten y Anderson (1980).

## Distribución fósil
- Rock Spring Site, Orange County, Florida ~100,000—11,000 Millones de años.
- Arroyo Seco, Palm Spring Formation, San Diego County, California ~4.9—1.8 Millones de años..
- Cumberland Cave, Allegany County, Maryland ~1.8 Ma—300,000 Millones de años..
- Lecanto 2A site, Citrus County, Florida, ~300,000—11,000 Millones de años..
- Ladd's Quarry Site, Bartow County, Georgia ~1.8—11,000 Millones de años..